# Rumini (könyvsorozat)
A Rumini Berg Judit magyar író regényciklusa, eddig 15 része jelent meg. A gyerekkönyv-sorozat a Szélkirálynő nevű háromárbócos vitorlás útjait meséli el. A negyedik kötet, Galléros Fecó naplója például napló formájában van írva, míg a Rumini Ferrit-szigeten színdarab, s a Rumini a Fényvizeken regényben pedig a szereplők leveleit tünteti fel.

## Kötetei
- Rumini (2006)
- Rumini Zúzmaragyarmaton (2007)
- Rumini és a négy jogar (2009)
- Galléros Fecó naplója (2010)
- Rumini Datolyaparton (2011)
- Rumini Ferrit-szigeten (2012)
- Rumini a Fényvizeken (2013)
- Rumini kapitány (2016)
- Rumini Tükör-szigeten (2019)
- Rumini és az elsüllyedt világ (2020)
- Rumini és a látóüveg (2022)
- Rumini kincsei (2023)
- Rumini és az öt toll (2023)
- Rumini Kondor-szigeten (2024)
- Rumini és a szellemhajó (2024)

## Szereplői

### A Szélkirálynő legénysége
- Rumini a főszereplő. Árva, kalandvágyó kölyök, akit a pandúrok elől menekít a kapitány a Szélkirálynőre. Titokban arra vágyik, hogy nagykorára ő legyen a  világ leghíresebb hajóskapitánya. Meglehetősen lusta, utálja súrolni a fedélzetet, viszont ha egy kis csínytevésről, kalandról, netán kincskeresésről  vagy édességlopásról van szó, attól se riad vissza, hogy az egész éjszakát  ébren töltse. Sosem hagyja cserben a barátait. Ügyesen kártyázik (néha csal),  és szeretné Galléros Fecó összes pókertrükkjét eltanulni. Zúzmaragyarmat  királyának tett szolgálataiért lovaggá ütik.
- Balikó, a Szélkirálynő másik hajósinasa. Rumini barátja és társa  minden gaztettben. Nagyon szereti a hasát, de ha választani kell, kalandok  helyett inkább szundikál. Mindig lehet rá számítani, Rumini neki köszönheti,  hogy Pelevárban nem adták el rabszolgának. A teknősök népének akkora  szolgálatot tesz a Rumini és a négy jogar című kötetben, hogy végül nagy kitüntetésben részesül.
- Negró, a fedélzetmester
- Bojtos Benedek, a kapitány
- Sebestyén, a kormányos
- Ajtony, a szakács
- Cincogi doktor, a hajóorvos
- Dolmányos papa, a hajó ezermestere
- Galléros Fecó
- Dundi Bandi gyáva, de jószívű matróz
- Roland
- Sajtos Pedro, az őrszem
- Tubák, a hallgatag matróz
- Frici
- Brúnó
- Fábián

### További szereplők
Rumini
- Rizsa bandavezér
- Bumbu alvezér
- Zikó
- Nudli
- Óriáspolip
- Cirok
- Pille
- Komló
- Batka király
- Sárkány
- Láva Leó kalózkapitány
- Káró
- Penge
- Maxi
- Cidri
- Lutri
- Sunyi
- Fazék kalózszakács
- Savó
- Kasza
- Dini
- Beretva apó
- Csocsó
- Zsiga
- Döme
- Félszemű Morti pelevári rabszolga-kereskedő
- Pampogi uraság, a pelekirály udvarmestere
- Vakarcsik bácsi bolttulajdonos, öreg pocok
- Naftalin Rufus, Pelevár leghíresebb varázslója
- Pelekirály

Rumini Zúzmaragyarmaton
- Rianástorky Jégcsap Hubert uraság
- Zuzmó Alex, Hubert szolgája
- Ordas
- Halszem
- Kucsma
- Mínusz
- Telér Ivola
- Telér táborno,k Ivola édesapja
- Miklós király, Zúzmaragyarmat királya
- Zoárd, Miklós király szolgája
- Ködvitéz
- Rákász, Ködvitéz édesapja
- Jégvirág, Ködvitéz édesanyja
- Dori
- Kapuvári Dér Dorián, Dori édesapja
- Andrej, Dorián úr szolgája

Galléros Fecó naplója
- Galléros Fecó, egérmatróz, a főszereplő
- Trixi, aranyhörcsög
- Doppler Tóni, denevér
- Miszlik Medárd, kalózkapitány
- Tantusz, a ripacsok vezetője
- Fondor kapitány, a Gyöngyélet kalózkapitánya
- Rianástorky Jégcsap Hubert uraság, Zúzmaragyarmat helytartója
- Sünök és mókusok
- Stex kapitány, a Hurrikán kapitánya
- Ben Dzsó, rekedt hangú matróz a Hurrikánon
- Üstik, pityókosok
- Manguszt A. Gusztáv, a szurikáta pandúrkapitány
- Maul és Talpas, vakondok
- Ötvös Olivér, ércmanó, a Rézangyal kapitánya
- Rozsda és társai, a Rézangyal matrózai, lázadók, majd múzeumrablók
- Kétix tata, Fecó öreg barátja
- Titi, Kétix tata élettársa
- Telér tábornok, Ivola apja
- Telér Ivola, Telér tábornok lánya

Rumini és a négy jogar
- VIII. Szerpentész, a kígyókirály
- Panír
- Szerpentinia
- Pilács, a bátor fénylény
- Gyogyó Rogyó, a makogó fénylény
- Zsilip
- Ákum Vákuum, a gonosz cickány, Hodrik tanácsosa
- Szimathy Szaniszló
- Szimathy Johanna, Szimathy Szaniszló lánya, Galléros Fecó felesége
- Omnitudor, a bölcs, vén teknős
- Kopjás Kornél kormányzó
- Kopjás Ábel, Kopjás Kornél fia
- Riz Ottó
- Monília úrnő, Hodrik felesége
- Foszforeszkó kapitány
- Neon, a fénylények árulója
- Diadém Dodi, Bíborkorall Tohonyapark ura
- Bizsu ékszerteknős
- Strasszer
- Bernát testvér, a remeterák
- Pézsma
- Kéreg parancsnok
- Ártéry kapitány
- Lux Pollux, a fénylények királya
- Kőpáncélos Agaton, a teknőskirály
- Tükörfarkú Kasztor, a hódkirály

Rumini Datolyaparton
- Sajtos Pablo, Pedro unokatestvére
- Sajtos Rozi, Pablo lánya
- Szkander Bob
- Cupák
- Csiriz
- Burzen Kázmér gróf, a király főpohárnoka
- Burzen Rikárdó
- Miszlik Medárd, a kalózkapitány
- Stika
- Jatagán
- Makkiátó apát
- Szimpla testvér
- Melanzs atya
- Elbán herceg, a trónörökös
- Radar Benő
- Doppler Tóni, a denevér
- Doppler Vince, a denevér Doppler Tóni unokaöccse
- Doppler Ármin, a denevér Doppler Tóni unokatestvére
- Herdál, a trónbitorló
- Anomália úrnő, Herdál menyasszonya
- Ultra Miron gróf, a feketeszárnyú denevérek vezére
- Pálmatő elöljárója
- Bubucs
- Grimbusz Miska
- Illakava
- Illatica
- Illahó
- Illacilla, Illatica gyermeke
- Metamor, a varázsló
- Kobaga, Tantusz tanítványa
- Tantusz, a ripacsok törzsfőnöke
- Grilla
- Nyifa
- Kiró
- Aku
- Fáma
- Rinya hajópapagáj
- Jusztis mester, az Ugye bár tulajdonosa
- Vegzál admirális
- Bulvár Boldizsár
- Pingál mester, az udvari festő

Rumini Ferrit-szigeten
- Csincsili, a ferrit király lánya
- Ferrit király
- Peonza, a ferrit király távollétében a ferritek kormányzónője
- Jojó, ferrit harcos
- Molyra pillangókirálynő, szerelmes a ferrit királyba
- Papilla, Molyra pillangóhadseregének vezére, egykor Csincsili udvarhölgye volt
- Hernyóca, hatalmas testű hernyó, Molyra házikedvence

## Helyszínek
- Egérváros

Rumini
- Batka-sziget
- Orom-sziget
- Pelevár

Rumini Zúzmaragyarmaton
- Ércsziget
- Zúzmaragyarmat

Galléros Fecó naplója
- Datolyapart
- Muránia
- Csicsilicsi-sziget
- Pityókosok szigete
- Szubterra
- Ércsziget

Rumini és a négy jogar
- Mocsársziget
- Kopjásvég
- Tükörtó-sziget
- Bíborkorall Tohonyapark
- Tiltott-sziget
- Szilex Pagurusz

Rumini Datolyaparton
- Mokka-sziget
- Pálmatő
- Anomália úrnő vára
- Apacuka
- Kaptár-hegy
- Illa-berek
- Lovetta

Rumini Ferrit-szigeten
- Ferritek tanyája
- Ferrit-hegy
- Molyra barlangja
- Marcipán-sziget